# Jorge Bava
Jorge Rodrigo Bava (Montevideo, Uruguay, 2 de agosto de 1981) es un exfutbolista y entrenador uruguayo que se desempeñaba en la posición de portero, su último equipo fue el Liverpool Fútbol Club de la Primera División de Uruguay. Actualmente es director técnico del Independiente Santa Fe de la Categoría Primera A de Colombia.

## Trayectoria

### Como jugador
Comenzó las inferiores en el Club Atlético Peñarol. En sus inicios jugó en su país en los clubes de Progreso, Juventud de las Piedras, Nacional y Bella Vista. En la mitad del 2003 volvió a jugar para Nacional, en donde fue el arquero titular del equipo que ganó el Campeonato de 2005-06.
En 2007 fue adquirido por Libertad de Paraguay, con el que obtuvo el título de liga de aquel año. Al año siguiente militó en el Atlas, cedido por el conjunto paraguayo en calidad de préstamo. Para 2009 retorna a Libertad tras no arreglar su continuidad en la institución azteca. Y el 29 de enero de 2010 fue cedido a préstamo a Rosario Central, hasta junio de 2011.Tras su paso por el equipo canalla, Bava quedó libre y estuvo 6 meses parado entrenando con la plantilla de Nacional. En enero de 2012 arregla su regreso a dicho club.En octubre, ante Liverpool, cumplió su partido número 100 con la camiseta tricolor.
En julio de 2015 pasó al Liverpool de Montevideo, con el que disputó 27 partidos de primera división en la temporada 2015-16. En julio de 2016 se incorporó al Atlético Bucaramanga de Colombia y disputó 21 encuentros.El 7 de enero de 2017 se anunció su traslado al Chicago Fire.Su contrato fue rescindido de mutuo acuerdo el 18 de enero de 2018para iniciar una nueva etapa en los Negriazules, que duró hasta el 2019.
El 7 de junio de 2019, fue oficializado como nuevo jugador de Guaraní.Luego de perder la titularidad, decidió rescindir su vínculo con el club paraguayo en octubre de 2020.En enero de 2021, inició su tercera etapa en Liverpool hasta su retiro en junio del mismo año.

### Como entrenador

#### Liverpool
El 15 de junio de 2021, Bava se retiró del fútbol profesional para ser el nuevo entrenador del Liverpool y reemplazó a Marcelo Méndez en el cargo.Un año más tarde, se consagraría campeón del Torneo Apertura luego de la victoria de Boston River por 2 a 1 ante Montevideo Wanderers.Sin embargo, cayó en la final del Campeonato Uruguayo ante Nacional por 4-1.
No obstante, se tomó revancha en enero de 2023 cuando venció al club Tricolor en la Supercopa Uruguaya.Unos meses después, obtuvo el Torneo Intermedio luego de derrotar a Defensor Sporting en la final.El 2 de diciembre conquistó el Torneo Clausura con una fecha de anticipación.Finalmente, once días más tarde, logró el Campeonato Uruguayo tras derrotar a Peñarol con un marcador global de 3-0.El 19 de diciembre de 2023, tomó la decisión de dejar su cargo en el club uruguayo.

#### León
El 21 de diciembre de 2023, fue oficializado como entrenador del Club León en México.En septiembre de 2024, fue despedido de su cargo después de una serie de malos resultados.

#### Independiente Santa Fe
El 27 de marzo del 2025, asumió el frente del Independiente Santa Fe, equipo con el cual salió campeón el dia 29 de junio de 2025, con tan solo tres meses en el cargo, y después de la abrupta salida del técnico uruguayo Pablo Peirano debido a su decepcionante rendimiento en las primeras jornadas del Torneo Apertura 2025. 
Su inicio en el club cardenal no fue el esperado, pero después de varios partidos de adaptación, el técnico logró alcanzar una sólida clasificación a los cuadrangulares del Torneo Apertura, y que desembocaron en el más reciente título Cardenal tras derrotar en la final al Deportivo Independiente Medellín.

## Selección nacional
Sus buenas actuaciones en Uruguay le permitieron ser convocado para la selección sub-23 de Uruguay, con la que disputó el Preolímpico de Chile en 2004. En la competencia jugó como titular en una ocasión frente al seleccionado chileno, cayendo por 3-0.

## Clubes

### Como jugador
| Club                    | País           | Año       |
| ----------------------- | -------------- | --------- |
| Progreso                | Uruguay        | 1998-1999 |
| Peñarol                 | Uruguay        | 2000      |
| Juventud de Las Piedras | Uruguay        | 2001      |
| Nacional                | Uruguay        | 2002      |
| Bella Vista             | Uruguay        | 2003      |
| Nacional                | Uruguay        | 2003-2006 |
| Libertad                | Paraguay       | 2007      |
| Atlas                   | México         | 2008      |
| Libertad                | Paraguay       | 2009      |
| Rosario Central         | Argentina      | 2010-2011 |
| Nacional                | Uruguay        | 2012-2015 |
| Liverpool               | Uruguay        | 2015-2016 |
| Atlético Bucaramanga    | Colombia       | 2016      |
| Chicago Fire            | Estados Unidos | 2017      |
| Liverpool               | Uruguay        | 2018-2019 |
| Guaraní                 | Paraguay       | 2019-2021 |
| Liverpool               | Uruguay        | 2021      |

### Como entrenador
| Equipo                            | Div.                | Temporada           | Liga | Liga | Liga | Liga | Liga |    | Copa | Copa | Copa | Copa |   | Internacional | Internacional | Internacional | Internacional | Internacional |   | Otros | Otros | Otros | Otros |    | Totales     | Totales | Totales | Totales | Totales | Totales | Totales | Totales | Totales |
| Equipo                            | Div.                | Temporada           | PD   | G    | E    | P    | Pos. | PD | G    | E    | P    | PD   | G | E             | P             | Pos.          | PD            | G             | E | P     | PD    | G     | E     | P  | Rendimiento | GF      | GC      | Dif.    | Ptos.   |         |         |         |         |
| --------------------------------- | ------------------- | ------------------- | ---- | ---- | ---- | ---- | ---- | -- | ---- | ---- | ---- | ---- | - | ------------- | ------------- | ------------- | ------------- | ------------- | - | ----- | ----- | ----- | ----- | -- | ----------- | ------- | ------- | ------- | ------- | ------- | ------- | ------- | ------- |
| Liverpool · Uruguay               | 1.ª                 | 2021                | 24   | 8    | 6    | 10   | 7.º  | -  | -    | -    | -    | -    | - | -             | -             | -             | -             | -             | - | -     | 24    | 8     | 6     | 10 | 41.66%      | 35      | 31      | +4      | 30      |         |         |         |         |
| Liverpool · Uruguay               | 1.ª                 | 2022                | 39   | 22   | 8    | 9    | 2.º  | 3  | 2    | 0    | 1    | 2    | 0 | 0             | 2             | 1ªF           | -             | -             | - | -     | 44    | 24    | 8     | 12 | 60.61%      | 62      | 38      | +24     | 80      |         |         |         |         |
| Liverpool · Uruguay               | 1.ª                 | 2023                | 41   | 25   | 8    | 8    | 1.º  | 1  | 0    | 1    | 0    | 6    | 1 | 1             | 4             | FG            | 1             | 1             | 0 | 0     | 49    | 27    | 10    | 12 | 61.9%       | 73      | 50      | +23     | 91      |         |         |         |         |
| Liverpool · Uruguay               | Total               | Total               | 104  | 55   | 22   | 27   | -    | 4  | 2    | 1    | 1    | 8    | 1 | 1             | 6             | -             | 1             | 1             | 0 | 0     | 117   | 59    | 24    | 34 | 57.27%      | 170     | 119     | +51     | 201     |         |         |         |         |
| León · México                     | 1.ª                 | 2024-C              | 17   | 7    | 3    | 7    | 11.º | -  | -    | -    | -    | -    | - | -             | -             | -             | -             | -             | - | -     | 17    | 7     | 3     | 7  | 47.06%      | 23      | 25      | -2      | 24      |         |         |         |         |
| León · México                     | 1.ª                 | 2024-A              | 6    | 0    | 4    | 2    | Inc. | -  | -    | -    | -    | 2    | 0 | 1             | 1             | FG            | -             | -             | - | -     | 8     | 0     | 5     | 3  | 20.83%      | 7       | 12      | -5      | 5       |         |         |         |         |
| León · México                     | Total               | Total               | 23   | 7    | 7    | 9    | -    | -  | -    | -    | -    | 2    | 0 | 1             | 1             | -             | -             | -             | - | -     | 25    | 7     | 8     | 10 | 38.67%      | 30      | 37      | -7      | 29      |         |         |         |         |
| Independiente Santa Fe · Colombia | 1.ª                 | 2025-A              | 16   | 8    | 3    | 5    | 1.º  | -  | -    | -    | -    | -    | - | -             | -             | -             | -             | -             | - | -     | 16    | 8     | 3     | 5  | 56.25%      | 19      | 19      | +0      | 27      |         |         |         |         |
| Independiente Santa Fe · Colombia | 1.ª                 | 2025-F              | 7    | 3    | 3    | 1    | -    | 2  | 1    | 1    | 0    | -    | - | -             | -             | -             | -             | -             | - | -     | 9     | 4     | 4     | 1  | 59.25%      | 10      | 6       | +4      | 16      |         |         |         |         |
| Independiente Santa Fe · Colombia | Total               | Total               | 23   | 11   | 6    | 6    | -    | 2  | 1    | 1    | 0    | -    | - | -             | -             | -             | -             | -             | - | -     | 25    | 12    | 7     | 6  | 57.33%      | 29      | 25      | +4      | 43      |         |         |         |         |
| Total en su carrera               | Total en su carrera | Total en su carrera | 150  | 73   | 35   | 42   | -    | 6  | 3    | 2    | 1    | 10   | 1 | 2             | 7             | -             | 1             | 1             | 0 | 0     | 167   | 78    | 39    | 50 | 54.49%      | 229     | 181     | +48     | 273     |         |         |         |         |
| 1. 2. 3. 4.                       |                     |                     |      |      |      |      |      |    |      |      |      |      |   |               |               |               |               |               |   |       |       |       |       |    |             |         |         |         |         |         |         |         |         |

#### Resumen estadístico
| Competición                 | Partidos | Ganados | Empatados | Perdidos | %      | Resultado        |
| --------------------------- | -------- | ------- | --------- | -------- | ------ | ---------------- |
| Primera División de Uruguay | 104      | 55      | 22        | 27       | 59.93% | Campeón          |
| Copa AUF Uruguay            | 4        | 2       | 1         | 1        | 58.33% | Cuartos de final |
| Supercopa Uruguaya          | 1        | 1       | 0         | 0        | 100%   | Campeón          |
| Liga MX                     | 23       | 7       | 7         | 9        | 40.57% | 11.º lugar       |
| Categoría Primera A         | 23       | 11      | 6         | 6        | 56.53% | Campeón          |
| Copa Colombia               | 2        | 1       | 1         | 0        | 66.67% | En disputa       |
| Copa Libertadores           | 6        | 1       | 1         | 4        | 22.23% | Fase de grupos   |
| Copa Sudamericana           | 2        | 0       | 0         | 2        | 0%     | Primera fase     |
| Leagues Cup                 | 2        | 0       | 1         | 1        | 16.67% | Fase de grupos   |
| TOTAL                       | 167      | 78      | 39        | 50       | 54.49% | 6 Títulos        |

## Palmarés

### Como jugador

#### Torneos nacionales
| Título               | Club     | País     | Año     |
| -------------------- | -------- | -------- | ------- |
| Campeonato Uruguayo  | Nacional | Uruguay  | 2005    |
| Campeonato Uruguayo  | Nacional | Uruguay  | 2005–06 |
| Campeonato Paraguayo | Libertad | Paraguay | 2007    |
| Campeonato Uruguayo  | Nacional | Uruguay  | 2011-12 |
| Torneo Apertura      | Nacional | Uruguay  | 2014    |
| Campeonato Uruguayo  | Nacional | Uruguay  | 2014-15 |

### Como entrenador

#### Torneos nacionales
| Título              | Club      | País     | Año  |
| ------------------- | --------- | -------- | ---- |
| Torneo Apertura     | Liverpool | Uruguay  | 2022 |
| Supercopa Uruguaya  | Liverpool | Uruguay  | 2023 |
| Torneo Intermedio   | Liverpool | Uruguay  | 2023 |
| Torneo Clausura     | Liverpool | Uruguay  | 2023 |
| Campeonato Uruguayo | Liverpool | Uruguay  | 2023 |
| Torneo Apertura     | Santa Fe  | Colombia | 2025 |